# Frontières oubliées
Pour plus de détails, voir Fiche technique et Distribution.
Frontières oubliées (titre original : Lost Boundaries) est un film américain d'Alfred L. Werker sorti en 1949.

## Synopsis
Un médecin Afro-Américain de sang mêlé, tente avec sa famille de passer pour un Blanc dans la ville fictive de Keenham au New Hampshire (ÉUA). Après 20 ans, le secret du médecin est dévoilé quand il se fait rejeter de la Marine  américaine. Ce film se base vaguement sur une histoire vécue par William L. White qui a fait l'objet d'un livre et qui a paru dans le magazine Reader's Digest.

## Fiche technique
- Titre original : Lost Boundaries
- Titre français : Frontières oubliées
- Autre titre : Frontières invisibles
- Réalisateur : Alfred L. Werker
- Scénariste : Eugene Ling, Charles Palmer et Virginia Shaler d'après un article de William L. White
- Musique du film : Louis Applebaum
- Sociétés de production : Louis De Rochemont Associates et RD-DR Productions
- Société de distribution : Film Classics
- Format : Noir et blanc - 1,33:1 - 35 mm  - Son mono
- Pays de production: USA
- Durée : 97 minutes
- Genre : Film dramatique
- Date de sortie : 
  - États-Unis : 30 juin 1949 à New York
- Affiche : René Lefèbvre (France)

## Distribution
- Peter Hobbs : Eddie Clark
- Mel Ferrer : Scott Mason Carter
- Beatrice Pearson : Marcia Carter
- Susan Douglas : Shelly Carter

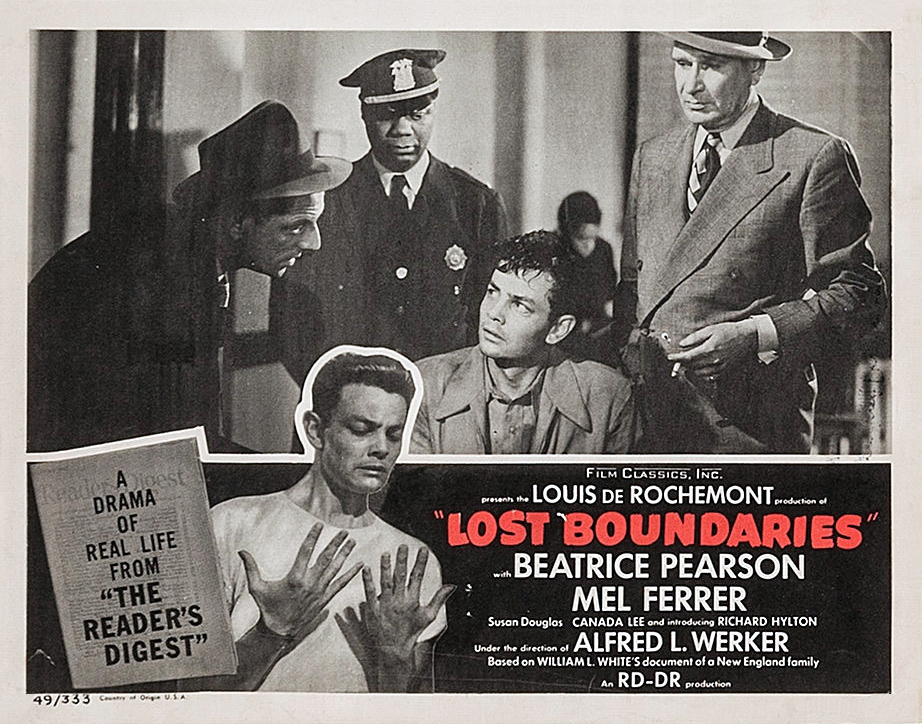
Carte promotionnelle du film,avec Canada Lee en policier

- Robert A. Dunn : le révérend John Taylor
- Richard Hylton : Howard « Howie » Carter
- Grace Coppin : Mme. Mitchell
- Carleton Carpenter : Andy
- Seth Arnold : Clint Adams
- Wendell Holmes : M. Morris Mitchell
- Parker Fennelly : Alvin Tupper
- Ralph Riggs : Loren Tucker
- William Greaves : Arthur « Art » Cooper
- Ray Saunders : Dr. Jesse Pridham
- Leigh Whipper : le concierge
- Morton Stevens : Dr. Walter Brackett
- Maurice Ellis : Dr. Cashman
- Alexander Campbell : M. Bigelow
- Royal Beal : détective Staples
- Canada Lee : lieutenant « Dixie » Thompson

## Distinctions
Le film a été présenté en sélection officielle en compétition au Festival de Cannes 1949.